# 埃芒
埃芒（法語：Esmans，法語發音：[emɑ̃]）是法国塞纳-马恩省普罗万区的一个市镇，位于该国中北部。

## 历史
埃芒的歷史可以追溯至羅馬高盧時期，中世紀時期曾經是聖日耳曼德普雷修道院的屬地。

## 地理
埃芒（48°20'53"N, 2°58'35"E）面积17.83 平方千米，位于法国法蘭西島大區塞纳-马恩省，该省份为法国北部内陆省份，北起瓦兹省，西接埃松省、马恩河谷省、塞纳-圣但尼省和瓦兹河谷省，南至卢瓦雷省，东南接约讷省，东临马恩省和奥布省，东北接埃纳省。
与埃芒接壤的市镇（或旧市镇、城区）包括：努瓦西-吕迪尼翁、图里-费罗特、塞纳河畔瓦雷讷、拉布罗斯-蒙索、戛纳埃克吕斯、蒙马舒。
埃芒的时区为UTC+01:00、UTC+02:00（夏令时）。

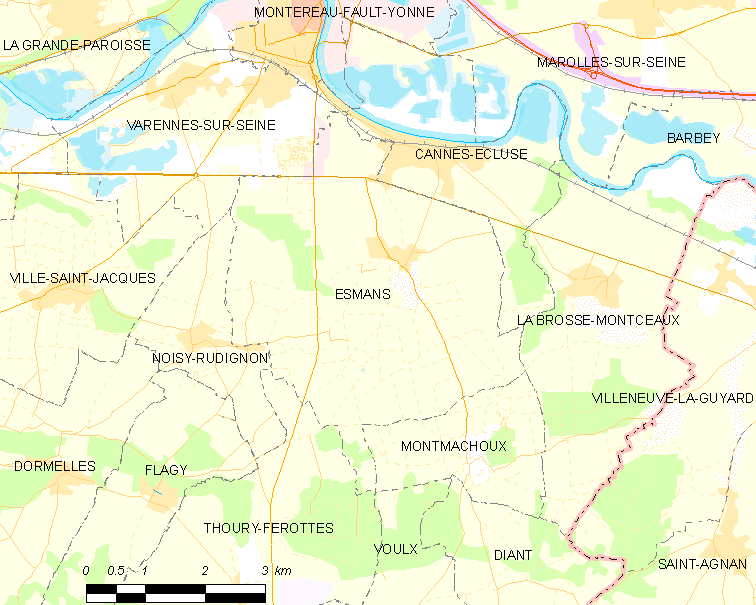
埃芒的OSM定位图

## 行政
埃芒的邮政编码为77940，INSEE市镇编码为77172。

## 政治
埃芒所属的省级选区为蒙特罗福约讷县。

## 人口

1962-2008年间埃芒人口变化图示

埃芒于2022年1月1日时的人口数量为904人。

## 文化
埃芒城堡為13-14世紀的建築物，於1946年被定為法國歷史遺蹟。

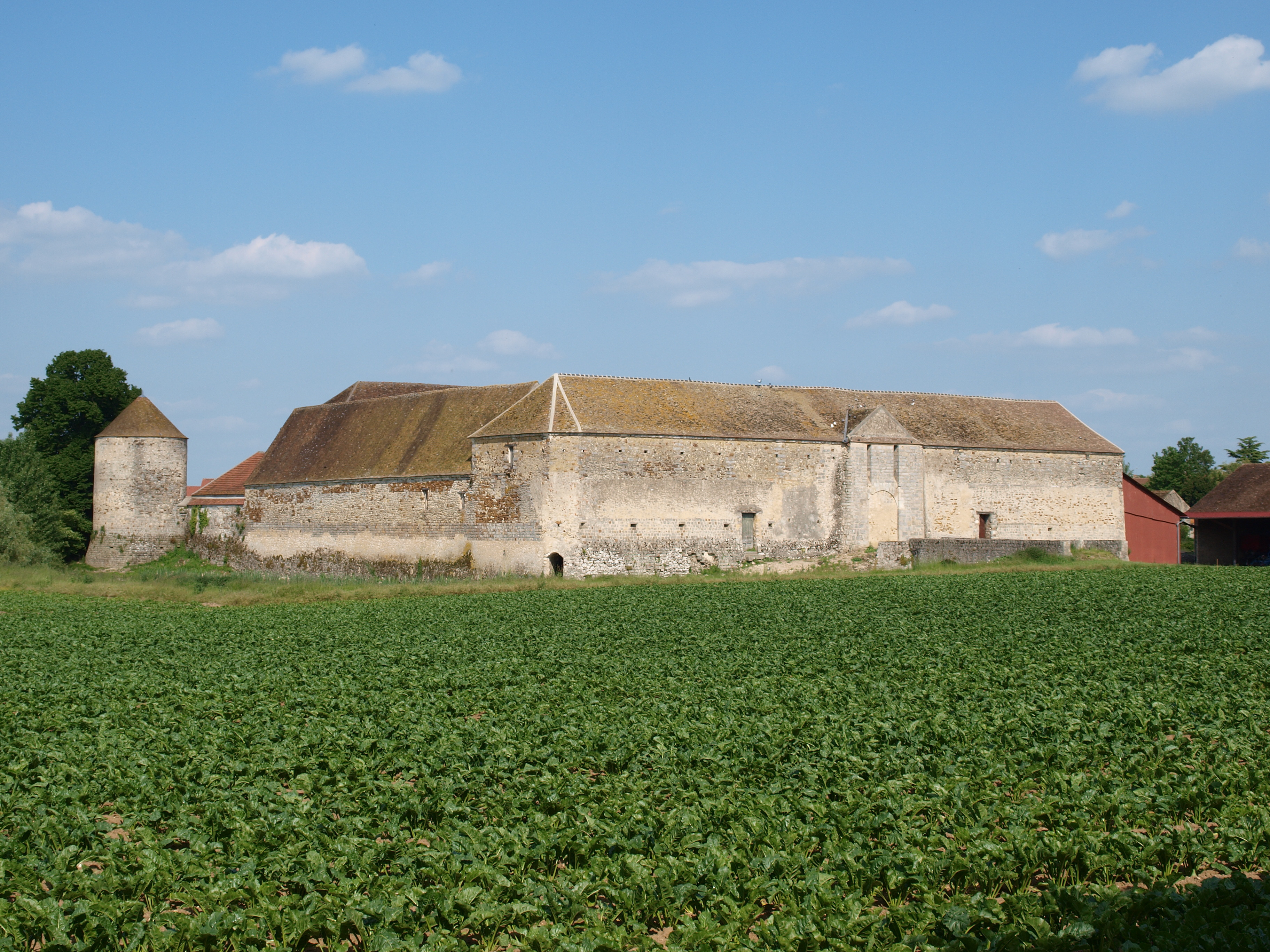
埃芒城堡